# Чирвоное Озеро
Чирвоное Озеро (бел. Чырвонае Возера, до 1930 года — Клиндуповка) — упразднённая деревня в Хойникском районе Гомельской области Беларуси. Входила в состав Стреличевского сельсовета.

## География

### Расположение
В 11 км на юг от районного центра Хойники и железнодорожной станции в этом городе, расположенной на ветке Василевичи — Хойники отходящей от линии Брест — Гомель, в 119 км от Гомеля.

### Гидрография
На северной окраине мелиоративный канал.

## Транспортная система
Рядом автодорога Хойники — Довляды.
В посёлке нет жилых домов (2004 год). Планировка состоит из выгнутой улицы с широтной ориентацией, к которой с севера примыкает короткая улица. Застройка деревянными домами усадебного типа.

## Экология и природа
В связи с радиационным загрязнением после катастрофы на Чернобыльской АЭС жители (58 семей) переселены в места не загрязнённые радиацией.

## История
Основана в конце XIX века переселенцами с соседних деревень. В 1931 году жители вступили в колхоз.
Во время Великой Отечественной войны на фронтах погибли 27 жителей деревни.
Решением Хойникского районного Совета депутатов от 2 ноября 2009 г. № 25 «Об упразднении сельских населённых пунктов на территории Хойникского района» деревня Красное Озеро Стреличевского сельсовета упразднена.

## Население

### Численность
2004 год — жителей нет

### Динамика
- 1930 год — 23 двора, 128 жителей
- 1959 год — 239 жителей (согласно переписи)
- 2004 год — жителей нет